# Esparza de Galar
Esparza de Galar (Espartza en euskera) es una localidad española y un concejo de la Comunidad Foral de Navarra perteneciente al municipio de la  Cendea de Galar. Su población en 2017 fue de 321 habitantes (INE).

## Comunicaciones
| Eskualdeko Hiri Garraioa/Transporte Urbano Comarcal |   |
| Taxi Iruñerria                                      |   |
| Zona                                                | B |
| Estaciones                                          |   |